# Бірюк Олена Василівна
Олена Василівна Бірюк (Бірюк-Кучеравлюк) (8 жовтня 1932, Мала Стружка — 9 вересня 2021) — радянська і українська гімнастка і тренерка; Заслужений майстер спорту СРСР з художньої гімнастики (1964), суддя всесоюзної та міжнародної категорій (1987).
Кандидат педагогічних наук (1974). Авторка декількох книг (в тому числі — перекладених іноземними мовами) і понад 150 наукових публікацій .

## Життєпис
Олена Бірюк народилася 8 жовтня 1932 року в селі Мала Стружка Кам'янець-Подільської області Української РСР, нині Хмельницької області. Майже відразу після її народження сім'я переїхала на Урал. 
Навчалася в Свердловському фізкультурному технікумі, займалася в ДЗГ «Трудові резерви». У 1954 році закінчила Київський державний інститут фізкультури (нині Національний університет фізичного виховання і спорту України).  
Ставала чотирикратної абсолютною чемпіонкою СРСР (1956-1958, 1963) і 12-кратної абсолютною чемпіонкою Української РСР з художньої гімнастики. Першою з українських гімнасток і однією з перших в СРСР отримала в 1964 році звання заслуженого майстра спорту. Тренувалася у І. А. Бражника.  Член збірної команди СРСР з 1955 року. 
Після завершення спортивних виступів, викладала на кафедрі фізичного виховання в Київському державному інституті фізкультури (1954-1958); потім працювала доцентом цього закладу вищої освіти (1958-1993). Одночасно працювала тренером ДСТ «Буревісник».  
Була режисером-постановником масово-гімнастичних постановок, проводила уроки з ритмічної гімнастики на українському телебаченні. Деякий час працювала тренеркою в Італії, Фінляндії та Швейцарії   . 
Нагороджена орденом «Знак Пошани» і медаллю «За трудову доблесть».  
У 2006 році була удостоєна стипендії Кабінету Міністрів України  .